# Région de Heilbronn-Franconie
Pour les articles homonymes, voir Heilbronn et Franconie.
La région de Heilbronn-Franconie (Region Heilbronn-Franken) est une de trois régions du district allemand de Stuttgart en Bade-Wurtemberg.

## Administration territoriale
La région comprend quatre arrondissements et une ville-arrondissement :
- Heilbronn (ville-arrondissement)
- Arrondissement de Heilbronn
- Arrondissement de Hohenlohe
- Arrondissement de Main-Tauber
- Arrondissement de Schwäbisch Hall